# Czchów
Czchów è un comune urbano-rurale polacco del distretto di Brzesko, nel voivodato della Piccola Polonia.
Ricopre una superficie di 66,47 km² e nel 2004 contava 9 164 abitanti.